# Дева (архетип)
Дева (Кора) — архетип коллективного бессознательного в созданной К. Г. Юнгом аналитической психологии, отражающий и регулирующий общий жизненный путь женщины, от девичества до старости, который идёт одновременно по двум путям (измерениям): семейному и социальному, включая профессиональную часть.
Семейный жизненный путь — это: жизнь дочери-девы, которая есть то же[уточнить], что жизнь её матери, отношения дочери — матери, тема насильственного замужества; взаимодействие с миром; связь живого и мертвого мира, рождений, жизни и смерти. Порождением этого архетипа являются мифы о Персефоне и её матери Деметре (семейный путь), а также Гекате, которые отражают и регулируют социальную жизнь, как это выглядело в древности.
Архетип Девы регулирует трёхсторонние взаимоотношения матери (Деметры), дочери (Персефоны), мужа дочери (Аида, зятя), в частях, относящихся к каждой из сторон. Мать (Деметра, теща), в той, или иной степени, воспринимает замужество дочери (Персефоны), как её похищение властелином царства мертвых (Аидом), как попадание её дочери в ад. Возникает проблема возвращения дочери, хотя бы как-то в «мир живых», которая решается делением, в той, или иной пропорции, времени дочери между мужем и матерью. Чтобы жена (Персефона) вернулась, Аид (муж) воздействует на её, в древнегреческом мифе вынуждает её съесть зерна граната.
Возникшее в результате взаимодействия архетипов Девы участников напряжение компенсируют Трикстеры сторон, порождая весь спектр историй таких взаимоотношений, от самых легких до самых тяжких, активизируя при этом архетип Духа, который придает этим историям приемлемую, в определённом смысле, форму. Учитывая, что под наибольшим давлением оказывается Аид, Трикстер зятя порождает такие истории в виде бесчисленного количества анекдотов о теще. В крайних вариантах архетип Девы, активизируя другие архетипы, приводит к более тяжким способам решения коллизий взаимоотношений матери, дочери и её мужа.
Миф о Персефоне и Деметре возник при переходе человеческого общества от матриархата к патриархату, когда дочь оставалась не с матерью, а переходила к мужу, в его семью. Процесс компенсации напряженности такого перехода привел к порождению этого мифа.